# Carlota Stuart, Duquesa de Albany
Carlota Stuart, estilizada Duquesa de Albany (em inglês: Charlotte Stuart; Liège, 29 de outubro de 1753 – Bolonha, 17 de novembro de 1789), foi a filha de Carlos Eduardo Stuart, príncipe e pretendente jacobita, e a única a chegar na fase adulta. Sua mãe, Clementina Walkinshaw, foi amante do príncipe entre 1752 a 1760, porém, após anos de abuso, deixou-o e levou a filha consigo.
Carlota viveu a maior parte de sua vida em conventos franceses, afastada de um pai que se recusou a fazer qualquer provisão para ela. Na década de 1770, por conta da proibição de se casar imposta por seu pai, ela se tornou amante de Ferdinand de Rohan, arcebispo de Bordeaux, com quem teve três filhos.
Finalmente se reconciliou com o pai em 1784, quando este a legitimou e a criou duquesa de Albany no pariato jacobita. Seus filhos foram deixados com a sua mãe, enquanto Carlota tornou-se cuidadora e companheira de seu pai nos últimos anos de vida, antes de morrer menos de dois anos depois dele. Seus três filhos foram criados no anonimato, sendo a suas existências na linhagem da família mantidas em segredo até o século XX, quando foram descobertos em uma pesquisa realizada pelos historiadores Alexander Norwich Tayler e Helen Agnes Henrietta Tayler.

## Biografia
Carlota Stuart nasceu em 29 de outubro de 1753 em Liège. Seus pais foram o príncipe Carlos Eduardo Stuart e sua amante Clementina Walkinshaw, que conhecera durante o levante jacobita de 1745, quando fora da França para a Escócia, na tentativa de recuperar à força os tronos da Inglaterra, Escócia e Irlanda, que haviam sido perdidos por seu avô, Jaime II e VII, em 1689.
Clementina (1720–1802) era a caçula das dez filhas de John Walkinshaw de Barrowhill (1671–1731). Os Walkinshaw possuíam as terras de Barrowfield e Camlachie, e seu pai se tornou um rico comerciante em Glasgow (fundando a vila têxtil de Calton). Um protestante episcopal e jacobita, ele havia lutado pelo pai do príncipe no levante de 1715, tendo sido capturado na batalha de Sheriffmuir, antes de escapar do castelo de Stirling e fugir para o continente Europeu.
Em 1717, John foi perdoado pelo governo britânico e retornou a Glasgow, enquanto sua filha mais nova nasceu provavelmente em Camlachie. No entanto, Clementina foi educada majoritariamente no continente e mais tarde converteu-se ao catolicismo romano. Em 1746, estava morando na casa de seu tio Hugh Paterson em Bannockburn, perto de Stirling. O príncipe Carlos chegou à casa de Hugh no início de janeiro de 1746, onde conheceu Clementina, e retornou no final daquele mês para ser cuidado do que parece ter sido um resfriado. Dado que estava vivendo sob a proteção de seu tio, não se pensa que os dois fossem amantes já naquela época. Após a derrota da rebelião do príncipe em Culloden, em abril de 1746, Carlos fugiu da Escócia para a França. Nos anos seguintes teve um caso escandaloso com sua prima de 22 anos, Louise de Montbazon (casada com um amigo íntimo seu, e a quem abandonou quando de sua gravidez), e depois com a princesa de Talmont, que tinha quarenta anos e era consideravelmente mais velha que ele mesmo.
Em 1752, ouviu que Clementina estava em Dunquerque e passava por dificuldades financeiras. Então deu-lhe cinquenta luíses como ajuda e depois enviou Henry Goring para pedir-lhe que fosse a Ghent morar consigo como sua amante. Goring, que descreveu Clementina como uma "mulher má", reclamou de ser usado como "não mais que um cafetão" e logo depois deixou o serviço de Carlos. Em novembro daquele mesmo ano, Clementina estava morando com Carlos e permaneceria sua amante pelos oito anos seguintes. O casal se mudou para Liège, onde Carlota, filha única, nasceu em 29 de outubro de 1753 e foi batizada na fé católica romana na igreja de Sainte Marie-des-Fonts.

## Separação dos pais (1760–1783)

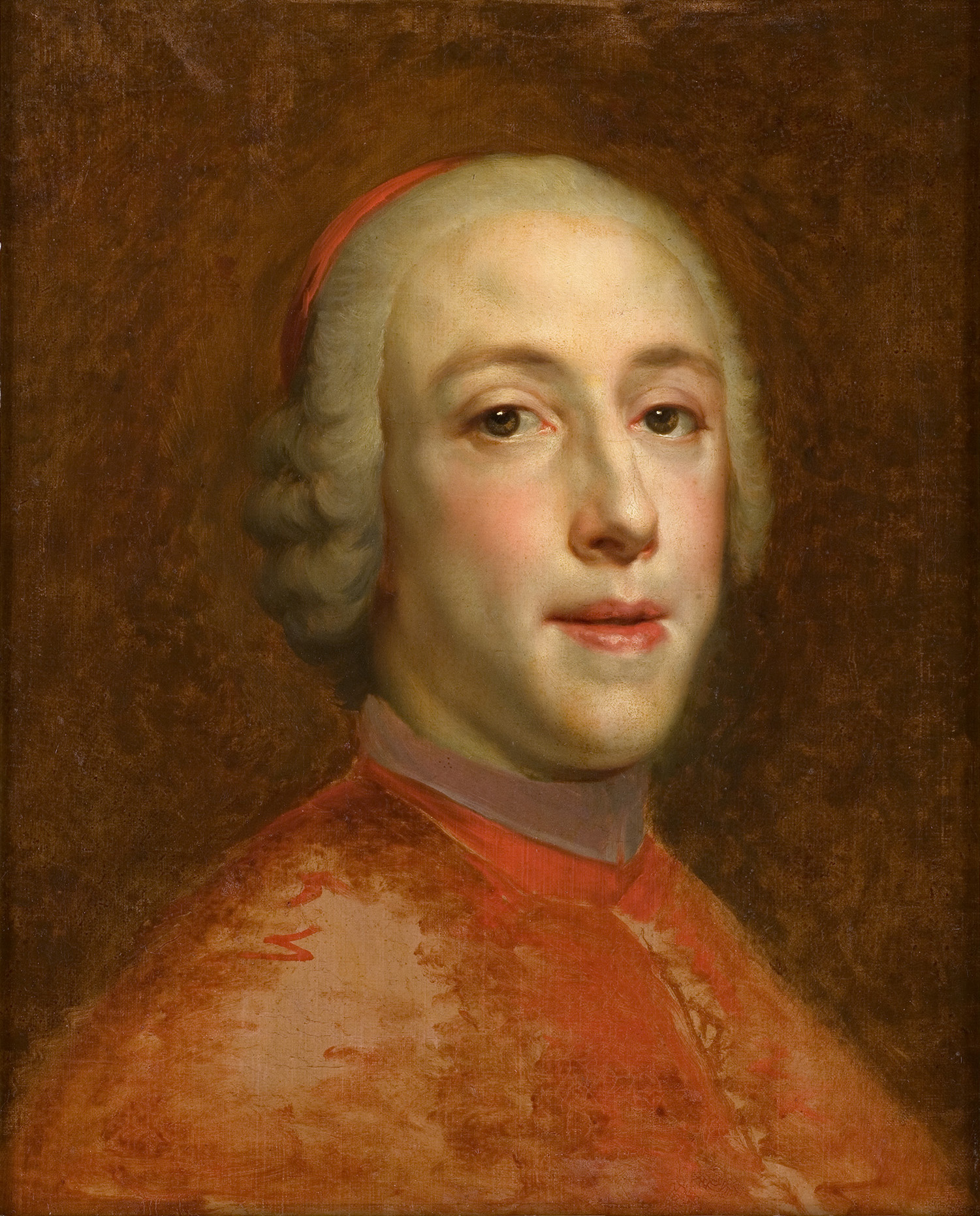
O cardeal Henrique Stuart, era tio de Carlota

A relação entre o príncipe e sua amante era desastrosa, pois Carlos já era um alcoólatra desiludido e zangado quando começaram a morar juntos, e se tornou violento e excessivamente possessivo com Clementina, tratando-a como um "saco de pancadas submisso".
Muitas vezes fora de casa em "passeios", raramente se referia à filha e, quando o fazia, era como "a criança". Durante uma mudança temporária para Paris, os auxiliares do príncipe notaram infames discussões públicas entre os dois, e que sua embriaguez e temperamento estavam prejudicando sua reputação.
Em 1760, quando estavam em Basileia, Clementina, que já se cansara da embriaguez de Carlos e de seu estilo de vida errático, entrou em contato com o pai dele, o católico romano Jaime Stuart ("o Velho Pretendente"), e expressou o desejo de garantir uma educação católica para Carlota e retirar-se para um convento. Jaime concordou em pagar-lhe uma anuidade de dez mil libras francesas e, em julho de 1760, há evidências sugerindo que a tenha ajudado a fugir do vigilante Carlos, com Carlota, de sete anos, para o convento das Freiras da Visitação em Paris. Clementina deixou uma carta para Carlos expressando-lhe sua devoção, mas reclamando que, por medo de perder sua vida, acabou por fugir. Furioso, Carlos fez circular descrições das duas, buscando encontra-las, mas não obteve resultados.

### Recursos da França

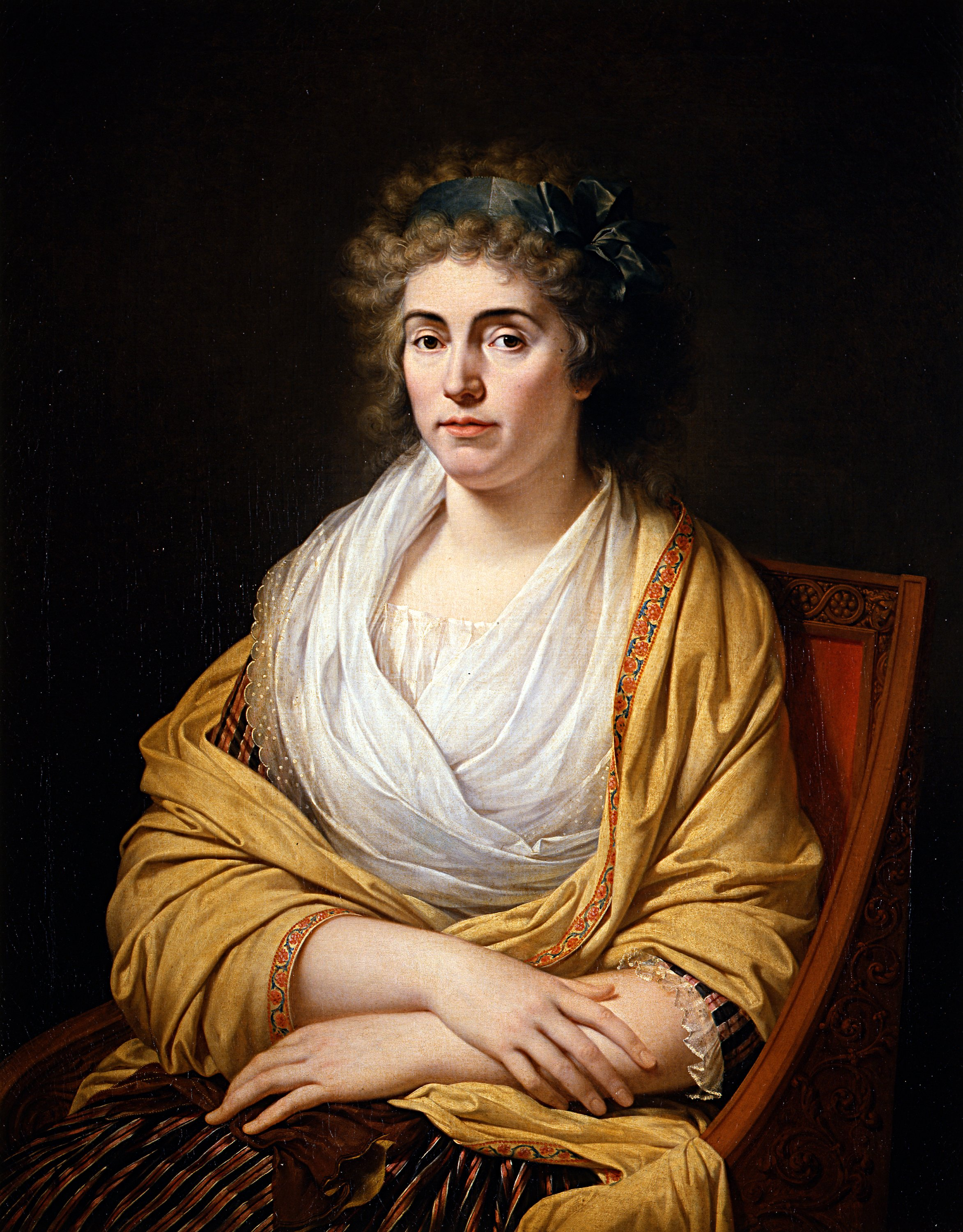
Luísa de Stolberg-Gedern, esposa de Carlos, era apenas meses mais velha que a filha dele

Nos doze anos seguintes, Clementina e Carlota continuaram a viver em vários conventos franceses, apoiadas pelas seis mil libras de pensão concedidas por Jaime Stuart. Carlos nunca perdoou Clementina por privá-la da "criança" e teimosamente se recusou apoiá-las financeiramente. Em 1 de janeiro de 1766, Jaime morreu, mas Carlos — agora considerando-se de jure Carlos III da Escócia, Inglaterra e Irlanda — ainda se recusou a fazer qualquer provisão para as duas, forçando Clementina, agora denominando-se "condessa Alberstroff", a pedir ajuda ao cardeal Henrique Stuart.
O cardeal concedeu-lhes um subsídio de cinco mil libras, mas em troca extraiu uma declaração de Clementina de que nunca fora casada com Carlos — declaração que ela mais tarde tentou retirar. Essa quantia mais baixa forçaram-nas a encontrar alojamentos mais baratos no convento de Notre Dame, em Meaux-en-Brie.
Em 1772, o príncipe que até então estava com 51 anos de idade, casou-se com a princesa Louise de Stolberg-Gedern, de 19 anos — era apenas um ano mais velha que a filha dele. Carlota, já em penúria, havia algum tempo vinha escrevendo para o pai e agora implorava desesperadamente que a legitimasse, lhe desse apoio e a levasse a Roma antes que um herdeiro pudesse nascer. Em abril de 1772, escreveu uma carta comovente, mas suplicante, para "mon Augusta Papa", que foi enviada pelo diretor Gordon do Scots College, em Roma. Carlos cedeu e se ofereceu para levar Carlota a Roma (agora residia no Palazzo Muti, a residência dos Stuarts no exílio), mas apenas com a condição de que deixasse sua mãe na França. Ante sua recusa em fazê-lo, Carlos, furioso, interrompeu todas as discussões.

### Amante do arcebispo
No final de 1772, Clementina e Carlota chegaram inesperadamente a Roma para pressionar pessoalmente por sua causa desesperada (a viagem levou Clementina a endividar-se ainda mais). No entanto, o príncipe reagiu com raiva, recusando-se a vê-las, forçando seu retorno desamparado à França, de onde as cartas de Carlota continuavam. Três anos depois, Carlota, agora com 22 anos e já com problemas de saúde (aparentemente sofria de uma doença hepática compartilhada pelos Stuarts), decidiu que sua única opção era se casar o mais rápido possível. Carlos, no entanto, recusou-se a dar permissão para que ela se casasse ou se tornasse freira, o que a deixou esperando indefinidamente por sua aprovação.
Sem legitimidade ou permissão, Carlota não conseguiu se casar, o que a levou a procurar um protetor e provedor. Provavelmente sem o conhecimento de seu pai, tornou-se amante de Ferdinand Maximilien Mériadec de Rohan, arcebispo de Bordeaux e Cambrai. Ferdinand – relacionado por sangue à casa de Stuart, bem como às de Bourbon e Lorraine – também não pôde se casar legitimamente, tendo entrado na Igreja como filho mais novo de uma casa nobre. Juntos, tiveram três filhos: duas filhas, Marie Victoire e Carlota e um filho, Carlos Eduardo. Seus filhos foram mantidos em segredo e permaneceram em grande parte desconhecidos até o século XX. Quando finalmente decidiu deixar a França para morar em Florença, ainda estava se recuperando do nascimento de seu filho.

## Reconciliação

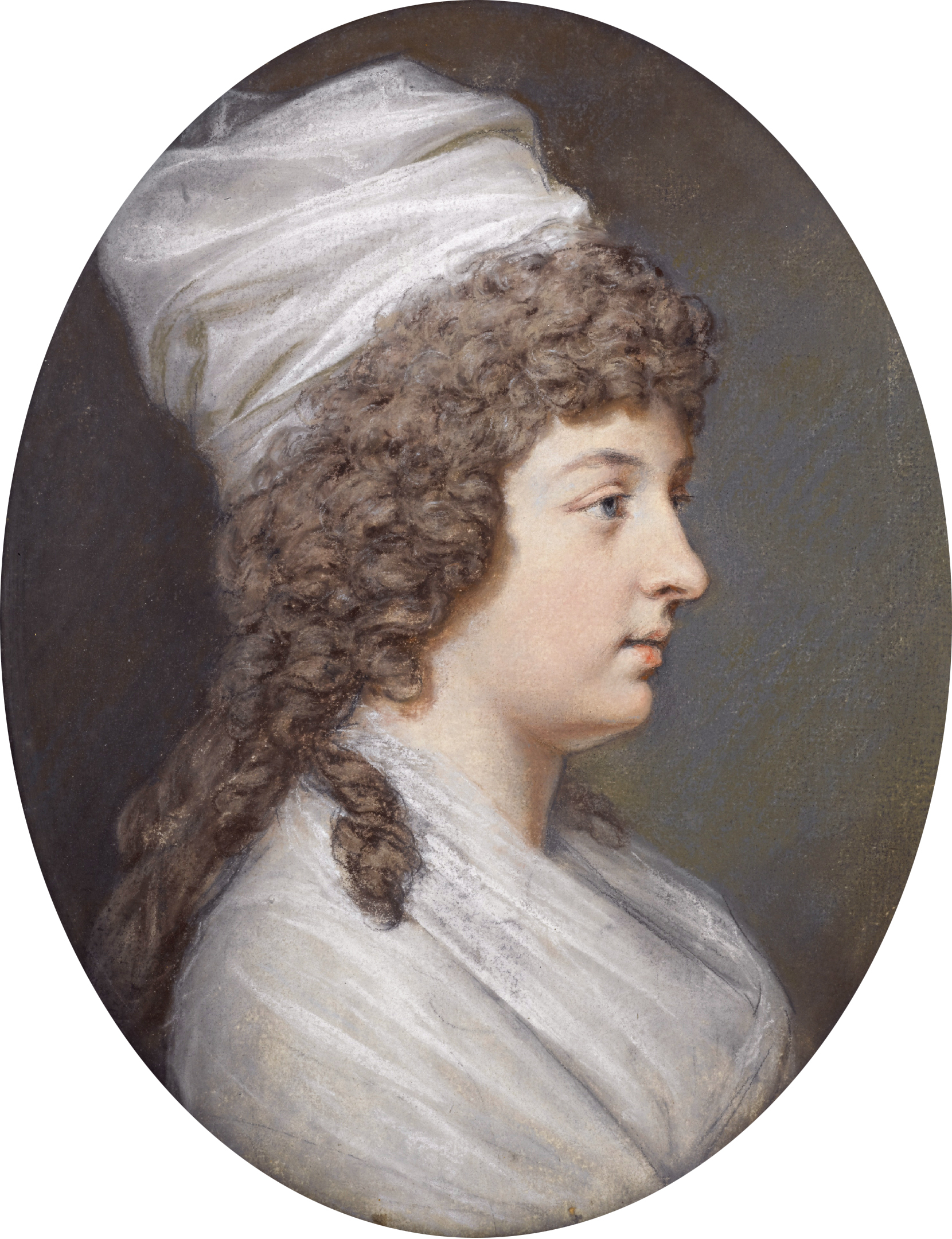
Carlota Stuart. Pintura por Hugh Douglas Hamilton

Carlos voltou a se interessar por sua filha depois que seu casamento sem filhos com Louise terminou e sua doença se agravou. Por essa época Carlota tinha trinta anos e não via o pai desde os sete. Em 23 de março de 1783, Carlos alterou seu testamento para torná-la herdeira e, uma semana depois, assinou um ato de legitimação. Este ato, reconhecendo-a como sua filha natural e dando-lhe o direito de ter sua propriedade privada, foi enviado a Luís XVI de França. Henrique Stuart, no entanto, contestou a legitimação como sendo irregular e confusa para a sucessão. O monarca francês acabou confirmando o ato e registrando-o no Parlamento de Paris, mas não até 6 de setembro de 1787.
Em julho de 1784, depois de conceder a Louise o direito de separar-se legalmente, Carlos convocou Carlota a Florença, onde agora morava. Em novembro a instalou no Palazzo Guadagni como duquesa de Albany, denominando-a "Sua Alteza Real", e nomeando-a para a Ordem do Cardo-selvagem. No entanto, sendo ilegítima no nascimento, Carlota ainda não tinha direito de sucessão à reivindicação de Stuart ao trono britânico. Por essa época, contudo, essas reivindicações eram de pouco valor, pois os governantes europeus haviam deixado de levar Carlos a sério havia muito tempo. Até o papa Pio VI recusava-se a reconhecer seu título real, e o famoso Casanova o chamara espirituosamente de "pretendente em vão".
O fato de uma restauração dos Stuarts ter se tornado pouco provável não impediu o príncipe de apresentar Carlota como a próxima geração da causa. Ele encomendou-lhe medalhas com a figura da Esperança, o mapa da Inglaterra e o brasão dos Stuart com legendas como "Spes Tamen Est Una" (há uma esperança). Também encomendou pinturas que a idealizaram por meio da arte. O artista escocês Gavin Hamilton foi contratado para desenhá-la no estilo neoclássico, enquanto Hugh Douglas Hamilton pintou um retrato lisonjeiro seu, vestindo uma tiara.

### Companheira do pai
Quando Carlota chegou para morar com o pai em 1784, encontrou um alcoólatra doente, com um estado físico nojento e sofrendo de degeneração mental, usando uma liteira para viajar. No entanto, Carlos introduziu Carlota na sociedade, permitindo que usasse as famosas jóias de Sobieska da mãe dele. Continuamente, e sem sucesso, procurou presentes em jóias ou dinheiro de seu pai. Mas isso provavelmente ocorreu em grande parte devido à preocupação com o bem-estar de sua mãe e filhos.
Um mês depois de chegar a Florença, conseguiu convencer o pai a finalmente encaminhar provisões para sua mãe. Nessa época, Carlota também estava com problemas de saúde, sofrendo de uma doença que resultaria em sua morte por "obstrução do fígado" apenas dois anos depois do pai. De fato, logo depois que chegou a Florença, um crescimento saliente a forçou a trocar de roupa.
Carlota sentia muita falta da mãe (que esperava que Carlos a deixasse ir a Roma) e dos filhos, escrevendo para a mãe até 100 vezes em um único ano, além de temer que Rohan tivesse outra amante. Tudo isso é revelado em suas cartas desanimadas em casa, enquanto esperava a morte do pai.

### Meses finais

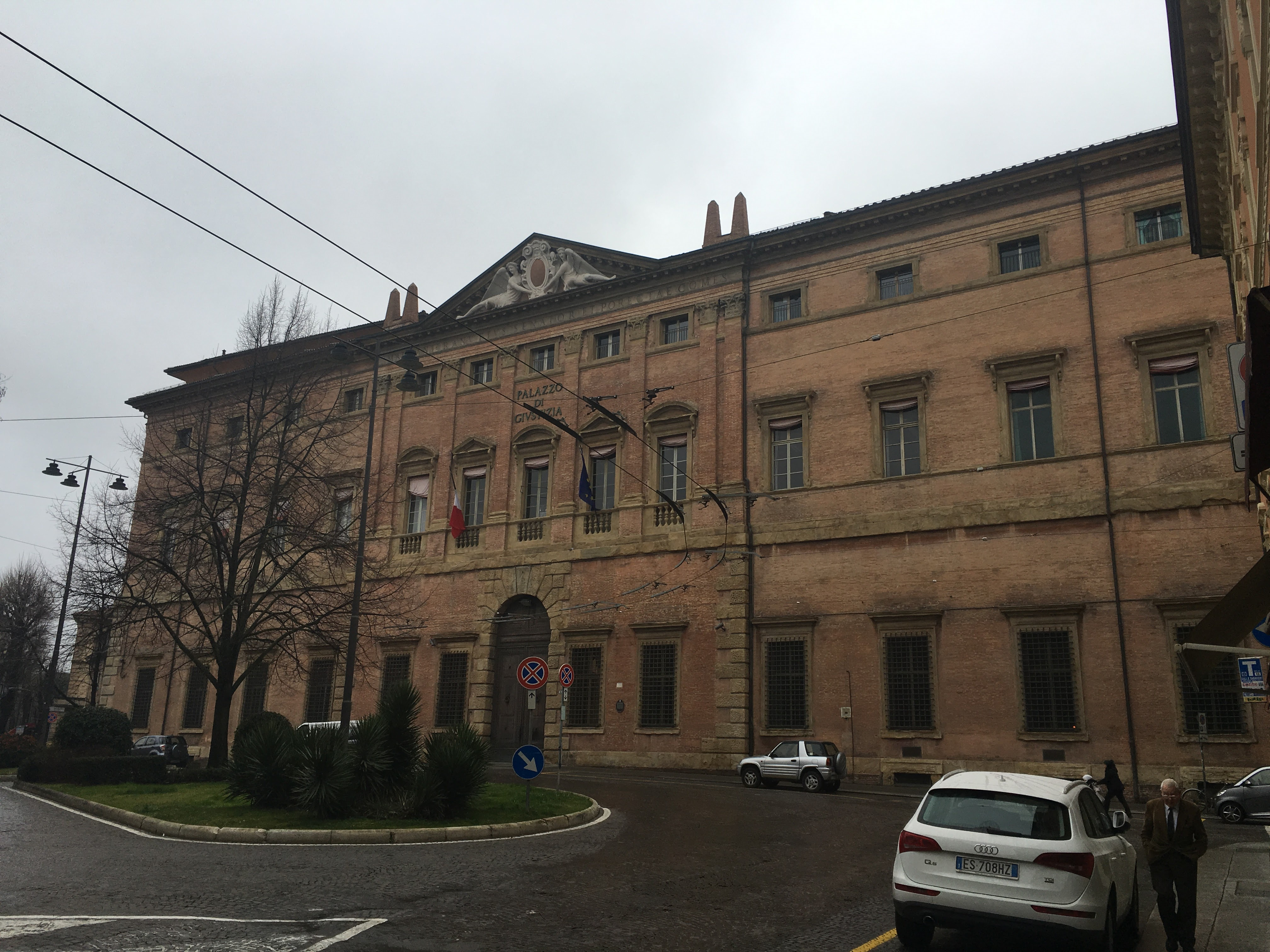
Palácio Ranuzzi, em Bolonha

Em dezembro de 1785, contou com a ajuda de Henrique Stuart para levar Carlos de volta ao Palazzo Muti, em Roma. Lá, Carlota permaneceu cuidadora e companheira de seu pai e fez o possível para tornar sua vida suportável até que seu pai morresse de derrame dois anos depois  em 31 de janeiro de 1788. Seu sacrifício foi considerável — ficou dividida entre uma evidente afeição por seu pai e sua mãe e três filhos deixados para trás em Paris.
Em 9 de outubro de 1789, chegou ao Palazzo Vizzani Sanguinetti (hoje Palácio Ranuzzi) em Bolonha, a casa de sua amiga marquesa Giulia Lambertini-Bovio. Morreu lá, de câncer de fígado, aos 17 de novembro de 1789 — apenas 22 meses após a morte de seu pai. Em seu testamento, escrito apenas três dias antes de sua morte, Carlota deixou a sua mãe, Clementina, uma soma de 50 mil libras e uma anuidade de mais 15 mil. No entanto, foram necessários dois anos para Henrique Stuart, seu executor, e agora considerado pelos jacobitas o rei Henrique IX, liberar o dinheiro. De fato, só concordou em fazê-lo quando Clementina assinou uma "renúncia", em nome de si mesma e de seus descendentes, a qualquer outra reivindicação sobre a propriedade.
Carlota foi enterrada na igreja de San Biagio, perto de onde morreu, lá permanecendo até a demolição da igreja pelos franceses em 1797. Os restos mortais de Carlota foram, então, transferidos para o Oratorio della Santissima Trinità. Quando foi fechado em 1961, seu monumento (e possivelmente seus restos mortais) foram transferidos para a vizinha Chiesa della Santissima Trinità.

## Legado
Por muitos anos os três filhos de Carlota permaneceram desconhecidos da história, e acreditava-se que a linha direta de Jaime II e Maria de Modena terminara com a morte de Henrique em 1807. No entanto, na década de 1950, pesquisas dos historiadores Alasdair e Hetty Tayler revelaram a existência de duas filhas e um filho. O historiador George Sherburn descobriu as cartas de Carlota para a mãe dela, com as quais escreveu a biografia de Carlos Eduardo.

### Descendentes

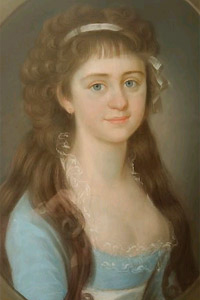
Marie-Victoire, princesa de Rohan

Parece que Clementina viveu em Fribourg, na Suíça, até sua morte em 1802 e que foi a responsável por criar os filhos de Carlota em anonimato deliberado. Suas identidades foram ocultadas por uma variedade de pseudônimos e artifícios, nem mesmo sendo mencionados no testamento detalhado de Carlota. A manifestação de vontade faz referência apenas a Clementina e ao desejo de Carlota de que a mãe seja capaz de prover "suas relações necessárias". A razão pela qual essas crianças permaneceram em segredo pode ser explicada pelo fato de que o relacionamento entre Rohan, o arcebispo, e Carlota, que havia sido proibida de se casar, era altamente ilícito e teria sido escandaloso. Marie Victoire Adelaide (nascida em 1779) e Carlota Maximilienne Amélie (nascida em 1780) foram colocadas sob os cuidados de Thomas Coutts, banqueiro em Londres e um parente distante dos Walkinshaw. Permaneceram no anonimato e acredita-se que foram simplesmente absorvidas pela sociedade inglesa.
O filho de Carlota, Carlos Eduardo, nascido em Paris em 1784, seguiu um caminho diferente. Chamando a si mesmo de "conde Roehenstart" (Rohan + Stuart), foi educado pela família de seu pai na Alemanha, tornou-se oficial do exército russo e general do serviço austríaco. Viajou muito — visitando a Índia, a América e as Índias Ocidentais — antes de ir para a Inglaterra e Escócia. Contou histórias tão exageradas sobre suas origens e aventuras que poucos acreditavam em suas reivindicações de descendência real. De fato, não foi até o século XX que o historiador George Sherburn estabeleceu que Carlos Eduardo era de fato quem alegou ser. Morreu na Escócia em 1854 como resultado de um acidente de carruagem perto do Castelo de Stirling e foi enterrado na Catedral de Dunkeld, onde seu túmulo ainda pode ser visto. Contraiu matrimônio por duas vezes, mas não teve descendência.
Foi sugerido que o príncipe Carlos se casou com Clementina Walkinshaw e, portanto, que Carlota era legítima e poderia legalmente reivindicar ser a sucessora de seu pai. No entanto, não há registros para fundamentar essa alegação, e a declaração assinada por Clementina em 9 de março de 1767 nega explicitamente a ideia. Além disso, a rejeição inicial de Carlos a Carlota fala contra sua legitimidade.

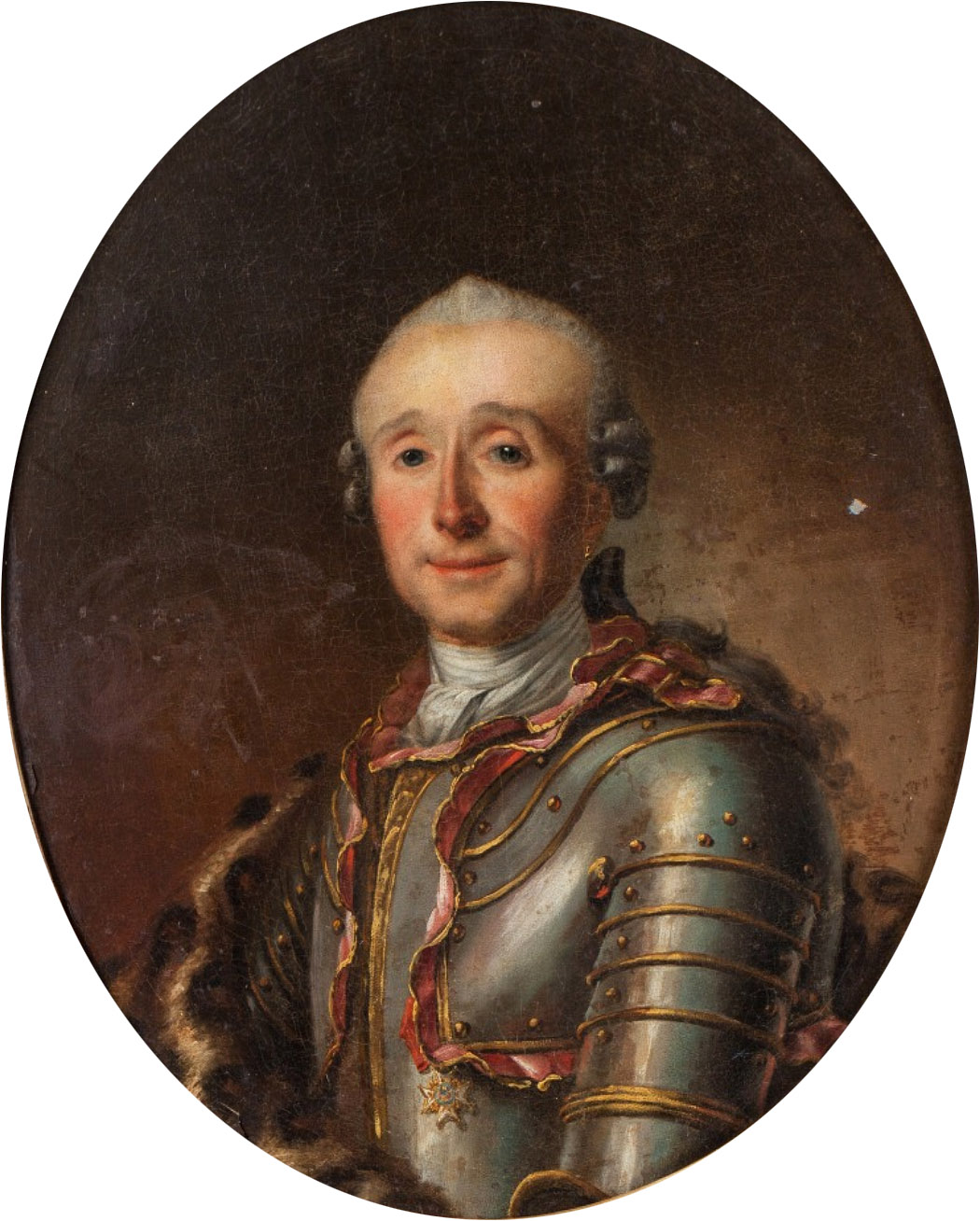
Jules Hercule Mériadec de Rohan (retrato de Johann Ernst Heinsius, 1772)

Acreditava-se que as filhas de Carlota também morreram sem descendência. No entanto, de acordo com a pesquisa de Peter Pininski, a filha mais velha de Carlota, Marie Victoire, teve um descendente. O livro de Pininski, em 2002, sugeria que Jules Hercule Mériadec de Rohan (príncipe de Guéméné), irmão mais velho de Ferdinand de Rohan (e ajudante-de-Campo de Henrique Stuart em 1745) reconheceu a prole de Carlota como sua — dando-lhe seu status naquela família. O livro afirmava que em 1793, no início da revolução francesa, a família Rohan se espalhou e Marie Victoire de Rohan foi para junto de parentes na Polônia. Lá, conheceu e se casou com Paul Anthony Louis Bertrand de Nikorowicz, um nobre polonês e filho de um banqueiro. O casal teve um filho, Antime, antes que se tornasse viúva quatro anos depois. Antime deveria ter um filho, Carlos, e uma filha, Julia-Thérèse, que se casou com o conde Leonard Pininski e se tornou trisavó de Peter Pininski. A evidência de Pininski para sua tese foi descrita como "muitas vezes indireta, se não elíptica" — os Rohans eram uma família numerosa e é fácil confundir seus muitos membros. Um ex-presidente da Royal Stuart Society, no entanto, afirmou que as evidências de Pininski pareciam "genuínas", e o genealogista Hugh Massingberd a descreveu como "uma pesquisa minuciosa ... prova da satisfação do pedante mais cético".
A hipótese de Pininski foi contestada por Marie-Louise Backhurst em um artigo de 2013 sob o argumento de que a segunda filha de Carlota, que sempre foi chamada Victoire Adelaide, se casou em St Roch, Paris, em novembro de 1804, com um médico militar a serviço de Napoleão, chamado Pierre Joseph Marie de St Ursin (1763–1818). O registro do casamento tem Victoire Adelaide Roehenstart, filha de Maximilien e sua esposa Clementine Ruthven, o mesmo registro dos pais de seu irmão Carlos. De seu casamento com St Ursin, foi mãe de Theodore Marie de St Ursin, nascido em Paris por volta de 1809 a 1810 e que ainda residia em sua cidade natal em 1823, embora sua história não tenha sido encontrada.
Sua mãe se casou novamente, em 1823, com Corbet James D'Auvergne, embora o local e a data da morte não tenham sido encontrados. Backhurst examinou os dados de batismo, do casamento e da morte de Madame Nikorowicz e nomeou-a como Marie Victoire de Thorigny. Backhurst sugere que era mais provável que fosse filha ilegítima de Jules, príncipe de Rohan, irmão de Ferdinand e, portanto, primo em primeiro grau de Victoire Adelaide. Pininski argumenta que essa interpretação se baseia em um documento destruído que foi "reconstituído" setenta anos depois e que nenhum documento confirma o nascimento do filho de Marie Victoire, enquanto as publicações de Pininski fornecem documentos originais de arquivo e descrevem completamente o contexto.

### No folclore jacobita
A história de Carlota Stuart não demorou muito para entrar no folclore jacobita. O poeta escocês Robert Burns (1759–1796), um contemporâneo próximo, escreveu uma série de obras comemorando o romantismo trágico da causa jacobita. Entre elas estava The Bonnie Lass of Albanie, um lamento por Carlota Stuart provavelmente escrito na época de sua morte. De fato, as evidências de uma coleção inédita de cartas de Burns a Robert Ainslie revelam o fascínio do poeta por ela, pois considerou nomear um de seus filhos ilegítimos com o nome dela.